# Łęgi (Połczyn-Zdrój)
Łęgi (deutsch Langen) ist ein Dorf in der polnischen Woiwodschaft Westpommern. Es liegt im Powiat Świdwiński, 12 Kilometer nordöstlich der Kreisstadt Świdwin (Schivelbein) im Tal der Mogilica (Muglitz), und es gehört zur Landgemeinde (gmina wiejska) Połczyn-Zdrój (Bad Polzin).

## Ortsgeschichte

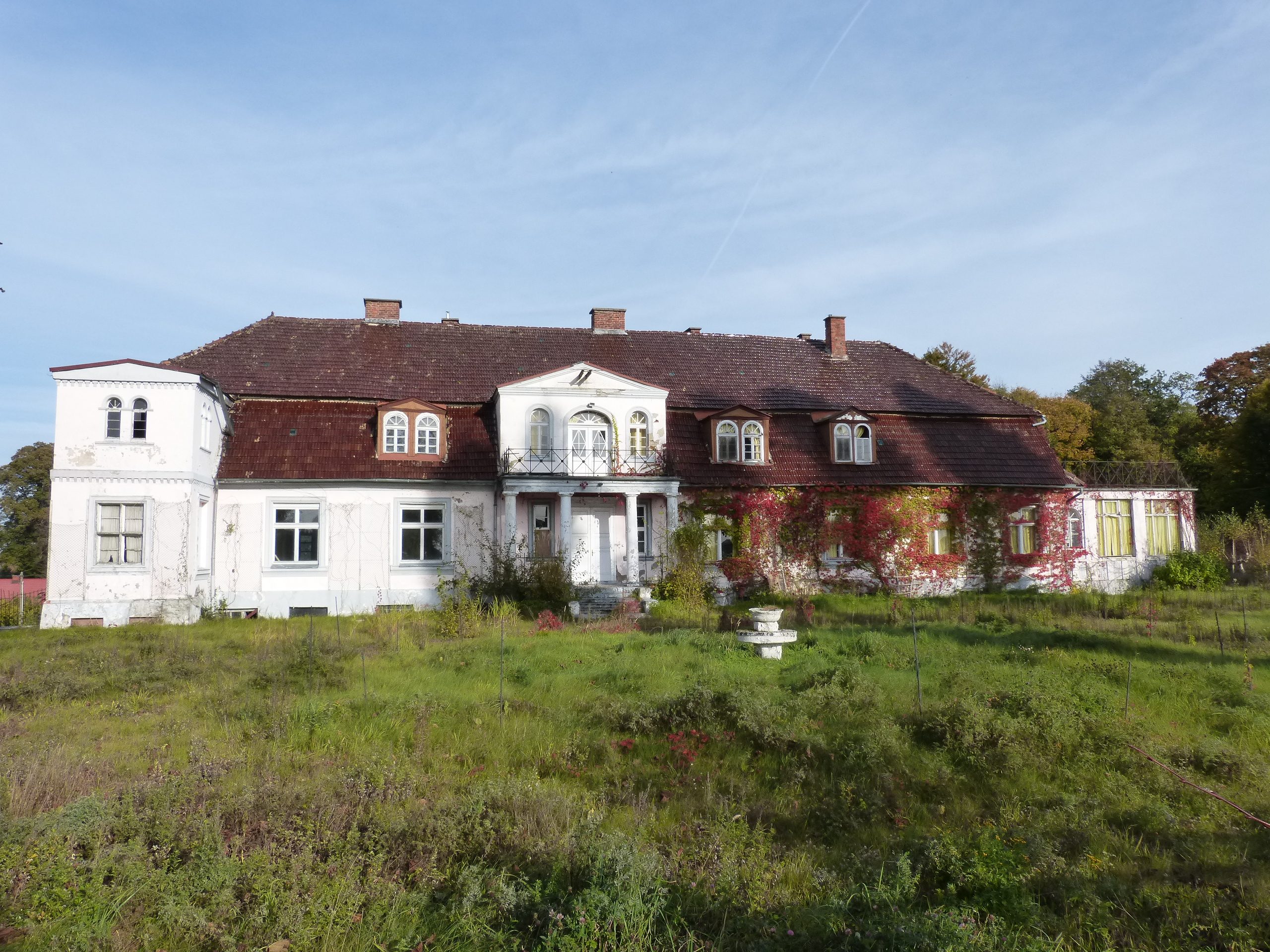
Ehemaliges Gutshaus, "Domo Langen"

Łęgi, abseits von allen Hauptverkehrsstraßen gelegen, ist ein altes Rittergut und Kirchdorf. 1820 befanden sich das Stammgut und auch die Vorwerke Eichhof und Neu Schlage im Besitz der Familie von Hagen aus dem Hause Naulin. Die Anfänge des Dorfes dürften im 13. Jahrhundert zu suchen sein. Das Rittergut soll bereits Mitte des 14. Jahrhunderts bestanden haben. Als erster Besitzer gilt die Familie von Manteuffel, die es in die Hände derer von Klockow übergab. 1694 ist die Familie von Wolden als Besitzerin genannt, und schon 1776 ist es Eigentum derer von Podewils. Nach zwischenzeitlich anderweitigen Besitzern erwarb es 1820 mit den gutsherrlichen Vorwerken (nach Verkauf der Besitzungen in Reselkow bei Kolberg) die Familie von Hagen, zuerst vertreten durch den Heinrich von Hagen (1803–1865), verheiratet mit Karoline von Dahlstjerna. Im Jahre 1827 wurde umgehend das schlossartige Gutshaus erbaut. Dann folgte im Besitz deren zweiter gleichnamiger Sohn Heinrich jun. von Langen (1829–1872). 1873 übernahm der Neffe Rittmeister d. R. Gustav Hans von Hagen (1839–1899), liiert mit Luise von Bonin. Ihr Sohn, der Leutnant Gerhard von Hagen (1872–1948) übernimmt dann mit seiner Frau Elisabeth, geborene von Stülpnagel, die Gutsgeschäfte. 1905 beinhaltete das Rittergut Langen mit Vorwerk Eichhof konkret 1139 ha Fläche. Im ökonomischen Mittelpunkt stand zu jener Zeit die Schafsviehwirtschaft mit 1025 Tieren. Zum Gut gehörte 125 ha Waldbesitz. Letzter Besitzer vor 1945 war der direkte Nachfahre Hans-Heinrich von Hagen. Er war wie sein Vater Johanniterritter und lebte mit seiner Familie laut dem Genealogischen Handbuch des Adels nach dem Krieg in der Nähe von Göttingen.
1469 war die Langener Heide Austragungsort einer blutigen Auseinandersetzung zwischen den Belgardern und den Schivelbeinern. Offiziell genannter Anlass war der Streit um eine Kuh aus dem schivelbeinischen Nemmin, die von Belgarder Bauern gestohlen worden sein soll. Wahrer Hintergrund der Schlacht dürften jedoch die Spannungen zwischen Pommern und Brandenburg gewesen sein.
1939 lebten in der 1935 Hektar großen Gemeinde 556 Einwohner in 118 Haushaltungen. Mit einer Fläche von 1145 Hektar war das Rittergut des Gerhard von Hagen (mit eigener Brennerei und Saatgutwirtschaft) natürlich der größte Betrieb. Das Rittergut Neu Schlage, das bis 1945 dem Sohn Hans Heinrich von Hagen gehörte, wies eine Fläche von immerhin 526 Hektar auf. Nach dem damals letztmals amtlich publizierten Güter-Adressbuch Pommern gab es in langen noch sieben weitere landwirtschaftliche Betriebe, unter anderem der Familien Baruske, Brandt, Gerth, Harmel und Runge, alle im Mittelwert zwischen 21 und 31 ha.
Letzter deutscher Bürgermeister der Gemeinde war Hubert Brandt, Amtsvorsteher des zuständigen Amtsbezirkes Alt Schlage (heute: Sława) war Paul Roepcke, der zusammen mit dem Standesbeamten Scheinhuber amtierte. Als Anfang März 1945 die Truppen der Roten Armee in der Gemeinde Langen einmarschierten, gab es keine Kämpfe. Mitte 1946 begann die Vertreibung der deutschen Bevölkerung aus dem Dorf, das nunmehr als Łęgi zu Polen gehörte. Łęgi wurde Ortsteil der Landgemeinde Połczyn-Zdrój (Bad Polzin).

## Kirche

### Kirchspiel/Pfarrei
Langen war bis 1945 mit seiner überwiegend evangelischen Bevölkerung eine selbständige Kirchengemeinde, die als Filialgemeinde zum Kirchspiel Arnhausen (heute: Lipie) im Kirchenkreis Belgard (Kirchenprovinz Pommern) der Evangelischen Kirche der Altpreußischen Union gehörte. Das Kirchenpatronat für Langen hatte der Rittergutsbesitzer, zuletzt Gerhard von Hagen, inne.
1940 zählte die Langener Kirchengemeinde 462 Gemeindeglieder (bei 2140 im gesamten Kirchspiel). Letzter Pfarrer war Egbert Zieger, dessen Aufgaben während des Militärdienstes von seiner Ehefrau Gerda Zieger – mit Sondergenehmigung der russischen und polnischen Behörden noch bis zur Vertreibung im September 1945 – wahrgenommen wurde.
Das heutige Łęgi ist fast ausnahmslos römisch-katholisch. Die Kirchengemeinde ist (wie auch Sucha  (Zuchen)) eine Filialkirche der Pfarrei Redło (Redel) im Dekanat Połczyn-Zdrój (Bad Polzin) im Bistum Köslin-Kolberg der Katholischen Kirche in Polen.
Hier lebende evangelische Kirchenglieder gehören jetzt zur Parochie Koszalin (Köslin) in der Diözese Pommern-Großpolen der Evangelisch-Augsburgischen Kirche in Polen.

### Dorfkirche
Die Langener Kirche ist eine ansehnliche Feldsteinkirche mit einem 20 Meter hohen Turm. Sie wurde 1845 mit Steinen aus dem Muglitz-Tal erbaut. Die beiden Kirchenglocken sind auch heute noch erhalten.
Im Jahre 1946 wurde das Gotteshaus zugunsten der katholischen Kirche enteignet, die es neu weihte und ihm den Namen Kościół Najświętszego Serca Pana Jezusa ("Herz-Jesu-Kirche") gab.

## Schule
Im Schuljahr 1927/28 besuchten 40 Mädchen und 40 Jungen aus Langen, Eichhof und Neu Schlage die einklassige Volksschule. Letzte Lehrer vor 1945 waren Walter Falkenberg und Walter Fulde.

## Söhne und Töchter des Ortes
- Hans Wilhelm von Hagen (1830–1892), Landrat des Kreises Belgard von 1866 bis 1886
- Albrecht von Hagen (1904–1944), deutscher Jurist, Reserveoffizier und Widerstandskämpfer vom 20. Juli 1944